# Aşağıgöçmez, Patnos
Aşağıgöçmez là một xã thuộc huyện Patnos, tỉnh Ağrı, Thổ Nhĩ Kỳ. Dân số thời điểm năm 2011 là 174 người.